# Terebra intumescyra
Terebra intumescyra is een slakkensoort uit de familie van de Terebridae. De wetenschappelijke naam van de soort is voor het eerst geldig gepubliceerd in 2007 door Lima, Tenorio & Barros.